# 아랍의 가상점
점성술에서 아랍의 가상점(阿拉伯 假想點, Arabian/Arabic parts 또는 lots)은 행성이나 모서리와 같은 천궁도의 요소를 사용한 수학적 계산에 근거하여 만들어지는 가상의 점이다. 그 점의 위치는 주로 두 천체 사이의 간격에 (매우 종종 상승점인) 세 번째의 위치가 더해져서 산출된다.

## 역사
이 가상점은 헬레니즘 이전의 문헌들에서 발견되는 매우 고대의 점성술 기법이다. 그것들의 기원은 불명료한데, 그것들은 바빌로니아와 고대 이집트, 마구스, 페르시아 헤르메스주의에서 독창적으로 나타나지만, 1세기의 시돈의 도로테우스의 시대에 (그리고 어쩌면 그 이전에) 그것들은 헬레니즘 점성술 실천의 교의로 성립되었다.
이 가상점들에 대한 가장 충분한 정보가 되는 문헌은 4세기의 점성가 파울루스 알렉산드리누스의 《점성술의 소개》와 6세기의 철학자 올림피오도루스 네오테로스의 그 작품에 대한 《점성술 주석집》이다. 파울루스는 그의 분석에 있어서 거의 모든 국면에 적용되는 여러 개의 주요 가상점을 사용하였다. 그것들 중에서 가장 중요한 것들은 행운의 가상점과 그것의 보완점 그리고 정신의 가상점이다.
로마 제국의 쇠퇴 이후에, 점성술을 포함한 거의 모든 고대 유산은 아바스 왕조의 아랍과 페르시아로 넘어갔다. 이슬람의 점성가들은 그리스어 문헌들을 번역했고, 아랍어로 된 상당한 량의 점성술 문헌을 저술한 많은 점성가들이 생겨났다. 고대 후기부터 가상점의 개수가 증가하기 시작했는지, 아니면, 아랍인들에 의해서 더 만들어졌는지는 확실치 않지만, 아랍어 문헌들에서 이후의 수 세기 동안 사용된 가상점의 개수가 드러난다. 아랍어로 된 주석서들에서 그것의 과도한 증가가 인상적이다. 페르시아의 점성가 아부마샤르(787~886) 《점성술의 소개 요약본》에서는 55개 이하의 가상점들이 묘사되어 있지만, 그가 중요하게 여긴 것들만 수록했음이 분명하다. 그 개수는 파울루스 알렉산드리누스의 가상점이 모두 포함되지 않았다.
10세기 초에, 많은 아랍어 문헌들이 라틴어로 번역되어 유럽에 고대 점성술을 다시 성립케하는 수단이 되었다. 중세 점성사들 중 13세기 이탈리아의 단테와 동시대의 가장 저명한 점성가 귀도 보나티는 아랍인들이 가상점들의 개념의 기원이 된다고 추정했으며, 따라서, 그것들은 "아랍의 부분들"이라고 불리게 되었다.
윌리엄 릴리의 시대에, 점성가들에 의해서 행운의 가상점만이 계속 사용되었지만, 그 방법에 있어서는 고대의 실천과는 상이하다고 여겨진다. "포르투나"라고 불리는 것을 사용하는 릴리의 기법이 현대 점성술에서 그것의 명맥을 이어오고 있지만, 드물게 사용되며, 대개 오용된다. 오늘날 행운의 가상점은 주로 순간 점성술의 실천에서 나타난다.

## 행운의 가상점의 계산
릴리의 행운의 가상점(Part of Fortune 또는 Pars Fortunae)은 상승점 + 달 - 태양으로 계산된다. 즉, (별자리의 순행 방향으로) 태양과 달 사이의 도수 간격을 구하고 그만큼의 간격이 상승점에 더해진다.
행운의 가상점을 계산하는데 있어서, 아랍과 헬레니즘 점성가들은 모두 같은 방법을 사용하지만, 두 가지 주요 차이점이 있다.:
- 천궁도에서 태양이 지평선의 위에 있는지(즉, 주간의 차트인지) 아래에 있는지(즉, 야간의 차트인지)에 따라서 그 점의 위치가 확연히 달라진다. 주간의 차트에서 그것의 계산은 릴리의 공식과 같지만, 야간의 차트는 태양과 달의 순서가 뒤바뀌어 계산되는데, 따라서, 점성가는 그 점의 위치를 구하기 위해서 먼저 (역시 별자리의 순행 방향으로) 달부터 태양지의 간격을 계산하고 나서, 상승점으로부터 그 간격을 더한다. 그 두 가지 공식은 다음과 같다.:

- 주간의 천궁도: 상승점 + 달 - 태양
- 야간의 천궁도: 상승점 - 달 + 태양

- 해석에 있어서, 행운의 가상점은 신체와 행운 그리고 건강을 상징하는데 사용된다. 그것은 상승점의 위치로도 사용되는데, 그러함에 의해서 하우스의 번호배정이 달라지며, 그러한 요소들로 더 많은 정보를 알 수 있다. 릴리와 그와 동시대의 점성가들은 행운의 가상점을 물질적 행복의 단순한 표시로써 사용했고, 순간 점성술에서는 성공의 표시로 해석했다.

## 정신의 가상점
행운의 가상점이 물질적 행복과, 신체 그리고 행운과 건강을 다룬다면, 정신의 가상점은 그 사람에 의해 취해지는 결단이나, 해당되는 것을 구성하는 데 사용되는 무엇을 나타낸다.
정신의 가상점은 정신의 가상점의 반대인데, 그것의 공식은 다음과 같다.:
- 주간의 천궁도: 상승점 - 달 + 태양
- 야간의 천궁도: 상승점 + 달 - 태양

## 헤르메스주의의 가상점
헬레니즘 점성술의 전통에서 헤르메스주의의 가상점은 헤르메스 트리스메기스토스라는 신비적 인물에 기인하는 각각 (태양과 달을 포함하는) 일곱 개의 가시적 행성 중에서 하나씩과 연관되는 일련의 특정한 일곱 개의 가상점이다. 그 점들은 4세기의 점성가 파울루스 알렉산드리누스의 저서 뿐만 아니라, 후일의 올림피오도루스 네오테로스에 의한 그것의 주석집에서도 나타난다. 그 점들을 구하는 공식은 파울루스의 것에서 발견된다.(아래의 참고 문헌 참조.)
후일에, 아부 마샤르와 구이도 보나티와 같은 작가들에 의해서 헤르메스주의의 가상점들을 구하는 공식이 중세 점성술 전통에 포함되었는데, 그것들의 목록은 먼저 2세기의 점성가 베티우스 발렌스로부터 파생된 대안적인 가상점의 전통과 결합되었다.

## 참고 문헌
- Paulus Alexandrinus. 《Introductory Matters》. Dorian Gieseler Greenbaum에 의해  Greek 《Late Classical Astrology: Paulus Alexandrinus and Olympiodorus, with the Scholia from Later Commentators.》에 있는 코이네 그리스어로부터 번역됨. ARHAT(Archive for the Retrieval of Historical Astrological Texts  보관됨 2013-06-16 - 웨이백 머신) (Reston, VA, 2001.) (올림피오도루스의 주석집을 제외하고) 이 저서는 Project Hindsight(뒤늦은 깨달음의 사업)을 위해 Robert Schmidt에 의해 번역되기도 하였다. The Golden Hind Press (Berkeley Springs, WV, 1996[?].)
- Robert Zoller. 《The Arabic Parts in Astrology》 (Inner Traditions International, Rochester Vermont, 1980, 1989.) ISBN 0-89281-250-8
- Abu Ma'shar. 《The Abbreviation of the Introduction to Astrology》 [편집 및 번역: Charles Burnett] (ARHAT [Archive for the Retrieval of Historical Astrological Texts] Publications, 1994) ISBN 0-9662266-3-1
- (《A Practical Guide to Traditional Astrology》[ARHAT, 1997]의 저자인) Joseph Crane의 강연과 개인 담화.
- William Lilly. 《Christian Astrology》 (London, 1647) (in Ascella Publications edition, London, 1999) ISBN 1-898503-99-0
- Dorotheus of Sidon. 《Carmen Astrologicum》 (번역자: David Pingree) (Astrology Classics edition, Bel Air Maryland, 2005) ISBN 1-933303-14-X